# 瑪麗亞群島

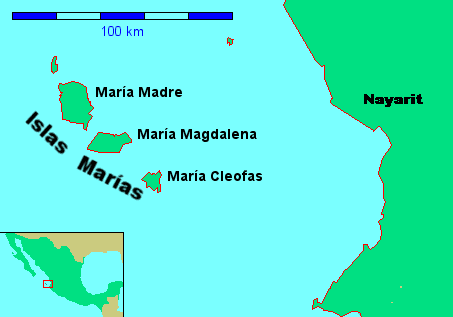
瑪麗亞群島

21°31′N 106°29′W / 21.517°N 106.483°W
瑪麗亞群島（西班牙語：Islas Marías），又称三瑪麗亞群島（Islas Tres Marías），是墨西哥的群島，位於太平洋海域，距離納亞里特州沿岸約100公里，由9個島嶼組成，面積244.97平方公里，最高點海拔高度616米，2005年人口1,116。

## 外部連結
- Link to tables of population data from Census of 2005, Nayarit （页面存档备份，存于） INEGI: Instituto Nacional de Estadística, Geografía e Informática
- Mexican islands with areas and coordinates
- map （页面存档备份，存于）
- Article from Mexico Desconocido （页面存档备份，存于）
- Article from Ocean Dots （页面存档备份，存于）